# 小林公太
小林 公太（こばやし こうた、1991年9月1日 - ）は、東京都世田谷区出身の元プロ野球選手（投手）。右投右打。NPBでは育成選手であった。現役引退後はラーメン屋の店主を務めている。

## 経歴

### プロ入り前
小学生のときは世田谷ドラゴンズで主に捕手で活躍、中学時代は城南ドリームボーイズで主に内野を守った。一時は野球を諦め、騎手を目指し競馬学校へ願書を出したほどだったが、中3の夏に急に身長が伸びたため騎手の道は断念した。
2007年、多摩大聖ヶ丘高に入学後、投手に専念。3年時の夏は、西東京予選1回戦の練馬工業高戦で7回参考記録ながら11奪三振でノーヒットノーランを達成するも、続く2回戦で敗退。

### プロ入りとベイスターズ時代
2009年9月、横浜ベイスターズの入団テストを受験し、サイドスローからのストレートを武器に合格。10月29日のプロ野球ドラフト会議で、横浜ベイスターズの育成枠2巡目の指名を受け、支度金200万円、年俸240万円（金額は推定）で契約した。
2012年10月2日に球団から戦力外通告を受ける。

### インディアンス傘下時代
2012年11月30日にクリーブランド・インディアンスとマイナー契約を結んだことを発表した。
2013年2月、プエルトリコの教育リーグに参加。6月からはルーキー級アリゾナリーグ・インディアンスでプレーし、5試合の登板で1失点の投球を続けていたが、7月11日に解雇される。

### 独立リーグ時代
インディアンス退団後、独立リーグであるパシフィック・アソシエーションのハワイ・スターズに入団した。同年の内に退団し、そのまま、現役を引退した。

### 引退後

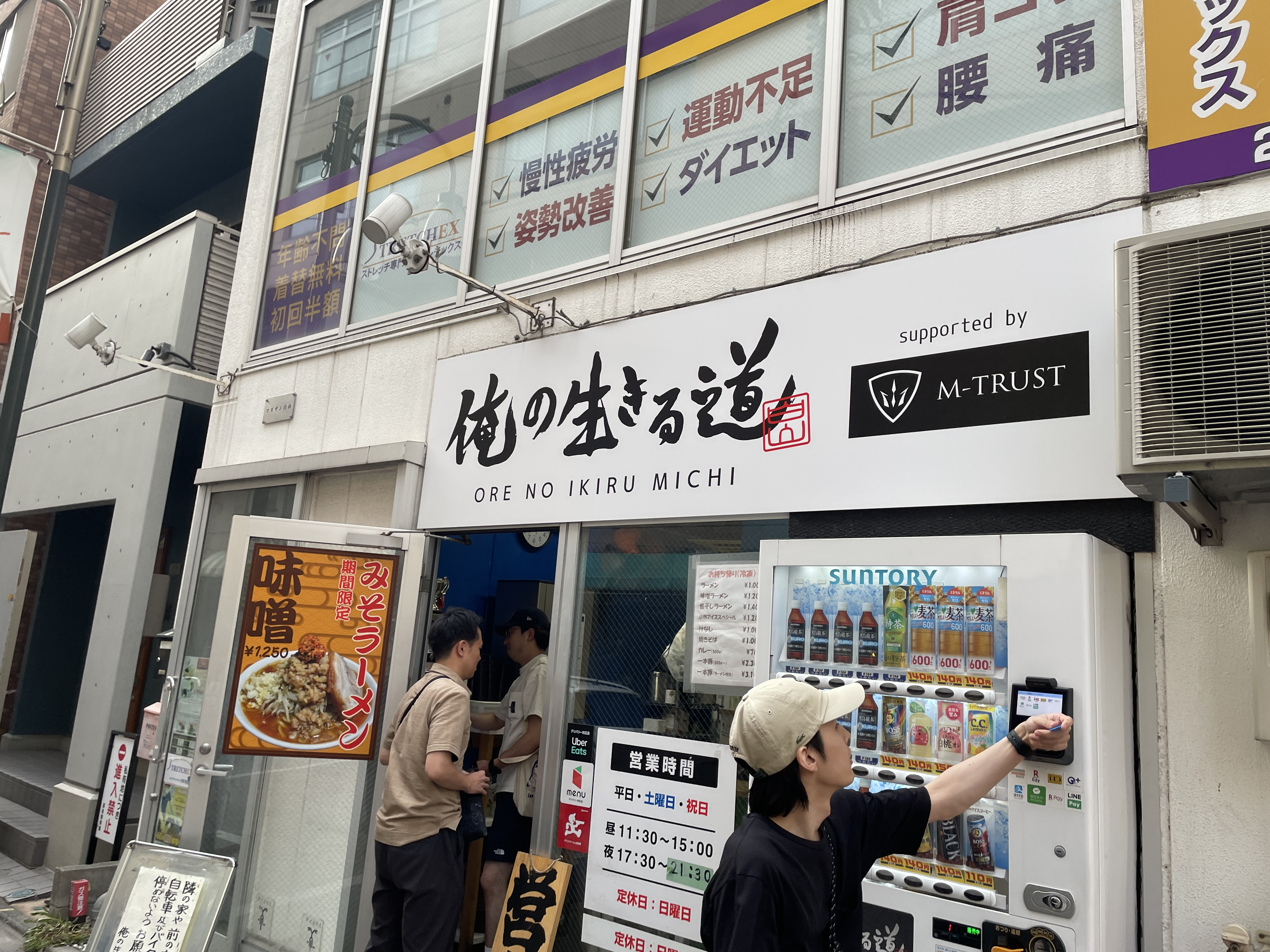
俺の生きる道 白山 (本店)
（2024年5月18日）

現役引退後、英語を磨くつもりでオーストラリアのシドニーに渡り、和食レストランで1年半勤務する。そこで料理の才能を認められたことからラーメン屋を志す。その後、憧れだった王子神谷「富士丸」の元西新井店店長が経営しているボストンの「Yume Wo Katare Boston」でラーメン作りを修行し、2016年11月に文京区で暖簾分けの形でラーメン店「Yume Wo Katare Tokyo」を開業した。
ラーメン屋としては、2019年よりお取り寄せラーメン販売サイト「宅麺.com」の「お取り寄せラーメン オブ・ザ・イヤー」を3連覇している。
2020年に「俺の生きる道」と店名を変更したが、これは妻のつながりから萩本欽一に「自分のストーリーや人生の道が分かる店名がいいんじゃない」と言われたのが由来。日本国内でも複数店舗を展開している他、2025年には韓国（ソウル特別市・狎鴎亭）にも支店をオープンし、海外展開も進めている。

## 選手としての特徴
変則サイドスローから繰り出す、140km/h台後半のストレートとスライダー武器だが制球力に難がある。インディアンスのスカウトからは「腕の角度がセルジオ・ロモに似ている」と評された。

## 人物
アイドル好きで、AKB48、Perfumeなど3つのファンクラブに入会している。一番のお気に入りメンバーは入団当初は板野友美としていたが、その後は前田敦子に推し変した模様で、「（前田が）テレビで『長髪より短髪が好み』と言っていたので」という理由から髪を丸刈りにした。
競艇（ボートレース）も大好きで守屋美穂のファンであり、2024年9月に『ボートの時間!』（サンテレビ）に出演した際には、「守屋に自身のラーメンを食べてもらう」ためわざわざ住之江競艇場まで出張してラーメンを作った。競艇つながりで永島知洋とも古い付き合いがあり、永島を『俺の生きる道』の「オフィシャルサポーター」に起用しているが、永島によれば「自分の知らないところで勝手にサポーターにされ、（永島の写真入りの）幟まで作られた」。
子供のころから横浜ベイスターズの大ファンであり、全身横浜のユニフォームを着て応援しにいったり、1998年優勝当時の下敷きを所持している。
2011年オフにアマゾンに武者修行を表明したが実現しなかった。
2017年8月27日、日本テレビ系『24時間テレビ 40 告白〜勇気を出して伝えよう〜』の番組内で交際中であった片岡安祐美に公開プロポーズし、成功。同年12月1日、片岡とともに茨城県稲敷市役所に婚姻届を提出した。2022年に1男を儲けたが、2024年夏に離婚。

## 詳細情報

### 年度別投手成績
- 一軍公式戦出場なし

### 背番号
- 115（2010年 - 2012年）

## テレビ出演
- 24時間テレビ 「愛は地球を救う」（日本テレビ、2017年8月27日）- 片岡安祐美に公開プロポーズ。
- プロ野球ワイド2017（BSスカパー!、2017年10月1日）- レッド吉田ロケコーナー出演。元プロ野球選手のラーメン店店主として。
- 行列のできる法律相談所（日本テレビ、2017年10月8日）- 片岡安祐美の婚約者として出演。
- 新婚さんいらっしゃい!（ABCテレビ、2018年9月9日）- 妻の片岡と出演。
- 爆報! THE フライデー（TBSテレビ）
  - 2020年4月24日 - 新型コロナと闘う芸能人スペシャル!に出演。
  - 2020年12月18日 - 転職&副業で成功した芸能人として出演。
- 超多様性トークショー!なれそめ（NHK Eテレ、2023年9月12日）